# Hydroeciodes cirramela
Hydroeciodes cirramela là một loài bướm đêm trong họ Noctuidae.